# Panteras de Aguascalientes
Las Panteras de Aguascalientes es un club que participa en la Liga Nacional de Baloncesto Profesional en la categoría varonil y en la Liga Nacional de Baloncesto Profesional Femenil en la categoría femenil con sede en Aguascalientes, Aguascalientes, México.

## Historia[2]
En 1972, el Circuito Mexicano de Básquetbol abrió las puertas a Aguascalientes con el club denominado Panteras, que a decir de algunas crónicas de la época estuvo a punto de ser llamado Vinateros.
En su primer año, Panteras fue dirigido por el entrenador Andrew Andy Stoglin, que incluso fue jugador de los Harlem Globetrotters, y que años después sería entrenador en equipos universitarios de Estados Unidos. No obstante, Stoglin apenas duró un año como entrenador de los felinos, siendo relevado por Rodolfo Reyna Soto.
Originario del municipio norteño de Tepezalá y con apenas 37 años, el profesor Reyna concretó un cuadro de respeto sobre la duela que incluyó a jugadores como Lou Small, Marvin Brown, Walter McCowen, Alejandro Rodríguez a quien le decían el Tribilín o el poblano Samuel Campos, quien años después jugaría por México en los Juegos Olímpicos de Montreal 76.
Con esa plantilla, las Panteras de Aguascalientes tomaron por asalto el CIMEBA, dominaron el circuito y se alzaron con el campeonato de la temporada de 1973, sobre los Dorados de Chihuahua.
No conforme con ello, el cuadro encabezado por el profesor Reyna demostró que lo ocurrido en esa campaña no había sido un golpe de suerte y repitieron el éxito para el torneo de 1974, de nueva cuenta venciendo en la serie final a los Dorados.
Panteras se convirtió en el primer bicampeón del CIMEBA y estuvo cerca de un tercer título en fila, alcanzado la final en la competencia de 1975. Sólo que se vieron superados por los Dragones de Tijuana.
Desgraciadamente, debido a problemas financieros, las Panteras tuvieron que hacer su primera pausa en el baloncesto profesional. Rogelio Enríquez Aranda en el ensayo “Tradición del deporte en Aguascalientes”, menciona que ello sucedió por una devaluación en 1976, que ocasionó falta de recursos en el club.
Fue hasta 1987 que Panteras retornó al circuito con un plantel que incluyó nombres como Gamaliel Godínez y especialmente Norberto Mena, originario de esta ciudad y que llegó a ser seleccionado panamericano. El club vivió una época de gran respuesta entre la afición, pese a que ya no volvería a disputar otro campeonato.
El declive llegó en la década de los noventa, con malas temporadas y resultados sin sobresalir. Para 1999, todavía dentro del CIMEBA, las Panteras afrontaron una de sus peores campañas que terminó con la desaparición del club.
En 2003, los empresarios Francisco y Alejandro Ramírez Orozco con el apoyo del Gobierno del Estado de Aguascalientes promovieron el regreso de las Panteras de Aguascalientes, ahora en la Liga Nacional de Baloncesto Profesional de México (LNBP). Aunque al principio aparecía como directivo, Francisco acabó siendo el entrenador para el torneo con una plantilla que incluiría a César Fierros, Jacinto Álvarez, Espartaco Ríos, Eduardo Maldonado, Cristian Valdivia, además de los foráneos Devon Ford, Chris Warren y Matt Mitchell. Sin muchas expectativas se afrontó la campaña del retorno. 
Mas jugando de manera inédita en el Gimnasio Olímpico, debido a trabajos de remodelación en el IV Centenario, las Panteras dieron la sorpresa alcanzando la serie final en su año de regreso y vencieron en seis juegos a la Ola Roja del Distrito Federal. El juego clave se disputó el 13 de diciembre de 2003, con triunfo de los felinos 100-91 para proclamarse monarcas.
En 2004 representó a México en el Campeonato Centroamericano de Clubes en Guatemala y venció a los equipos de Chiquimula (Guatemala), Denver (El Salvador) y Liceo (Costa Rica) y se proclamó campeón del torneo por primera vez en su historia.
Aunque ambos títulos representaron un nuevo logro para el baloncesto de Aguascalientes, no se repetirían glorias. El club vivió luego temporadas de claroscuros, los hermanos Ramírez acabaron enfrentados. 
En 2011 Panteras ya no tiene el símbolo de pertenencia al estado (no gobierno) y dejó de ser Panteras de Aguascalientes transformándose en club Panteras Aguascalientes, el logotipo de la pantera desgarrando un balón quedó atrás, y ahora la imagen de una pantera con un balón en la garra izquierda, con el cuello girado y lanzando un rugido, con las palabras "Panteras Aguascalientes" y tres estrellas, de cada campeonato nacional obtenido en su historia.
En 2016 es presentado Gabriel Delgado Rodríguez como nuevo presidente y socio mayoritario, comprometiéndose a tener un equipo sólido que sea competitivo y con sentido de pertenencia con la sociedad de Aguascalientes. Como parte de la reestructura, se crea un nuevo logotipo con el eslogan "la dinastía continúa, la nueva era".
Sin embargo, en esa campaña del 2016, el cuadro fue descalificado de manera unilateral por la LNBP, ante la supuesta falta de jugadores debido a lesión.
Pero parecía haber Panteras para rato. Inclusive en 2022 en el marco de las celebraciones por el 50° aniversario del Club Panteras, el equipo hizo oficial su competencia en la temporada en puerta de la Liga Nacional de Baloncesto Profesional Femenil.
“Para que el deporte en Aguascalientes cuente con espacios donde la mujer se identifique; donde las niñas, adolescentes, jóvenes y adultas encuentren los referentes de crecimiento deportivo y desarrollo personal, y además tengan representación en el mundo del deporte profesional, es que nace este gran proyecto”, informó el Club Panteras.
Sin embargo, ese mismo año, de manera inopinada, la directiva anunció por medio de un comunicado, que el conjunto varonil no podrá participar en la temporada 2022, esto debido a un proceso de reingeniería, donde el objetivo será construir una nueva estructura organizacional que pueda enfrentar los retos y competencias de alto nivel, aunque causó la molestia de sus aficionados, inclusive entre quienes no simpatizan tanto con el deporte ráfaga.
“Después de haber hecho un gran esfuerzo y al haber agotado todas las posibilidades e instancias para poder participar con buen nivel en el Torneo LNBP Varonil 2022, lamentamos informar que el Club Panteras de Aguascalientes no participará por esta ocasión en este torneo”, señala el comunicado.
Para el 2023 las Panteras de Aguascalientes ahora sí aparecen en el calendario de juegos de la LNBP luego de su desafortunado caso del año anterior.
En el 2023 el Auditorio Hermanos Carreón fue reconocido por la LNBP (Liga Nacional de Baloncesto Profesional) como la mejor duela de México, luego de una importante inversión con recursos propios y tras un abandono de cuatro décadas, fue la administración encabezada por Gabriel Delgado Rodríguez quien tomó las riendas en este asunto para contar con un espacio adecuado para los aguascalentenses, llevando a que este recinto beneficie a más de 180 mil personas por año.
Su equipo femenil de desarrollo, Bujías de Aguascalientes participó en la Liga ABC MEX durante la temporada 2023, siendo la única en la que participó.
En 2024 Panteras participó por tercer año consecutivo con un equipo femenil obteniendo por tercera ocasión su pase a playoffs.
En 2024 Panteras varonil culminó en quinto lugar general de 16 equipos participantes escalando tres lugares con relación al año anterior.
Gracias al apoyo del Gobierno de Aguascalientes encabezado por la Gobernadora Tere Jiménez y al trabajo en conjunto con Panteras, el club se muestra sólido y consigue el récord de asistencia con 31 llenos totales durante el 2023 y 2024 para mostrarse como una de las mejores atmósferas de basquetbol en México. 
Panteras como uno de los activos sociales más importantes de Aguascalientes benefició a más de 15 mil niños y jóvenes mediante visitas a escuelas, donaciones, convivencias, asistencia gratuita al estadio durante los partidos del equipo, impactando en colonias populares y personas de escasos recursos.
El 2 de julio de 2025, Panteras de Aguascalientes Femenil hace historia al conseguir su primer campeonato en la Liga Caliente.mx LNBP Femenil 2025, al vencer 96-92 a las Adelitas de Chihuahua en el Gimnasio Manuel Bernardo Aguirre de la ciudad de Chihuahua.

## Gimnasio
En 1972, su año de debut en el Circuito Mexicano de Básquetbol (CIMEBA), el representativo utilizó como escenario la cancha José María Rodríguez, ubicada en la zona centro, a un costado del Templo de San Diego; pero con dimensiones físicas pequeñas que al poco tiempo resultaría insuficiente para recibir a aficionados.
En 1974 se terminó de construir el Auditorio Morelos que pasó a fungir como nueva sede del baloncesto profesional. De la cancha José María Rodríguez no permaneció evidencia física tras ser derrumbada y únicamente quedó el recuerdo entre las personas que alguna vez ingresaron a sus instalaciones.
Un año después, fue construida una moderna unidad deportiva con motivo del 400 aniversario de la fundación de la ciudad de Aguascalientes, lo que incluyó un nuevo aforo para baloncesto, bautizado como el Auditorio IV Centenario (ahora conocido como Auditorio Hermanos Carreón)  y que pasaría a ser la sede oficial de los felinos.

## Jugadores

### Roster LNBP
=  Cuenta con nacionalidad mexicana. 

### Roster LNBP Femenil
| Panteras de Aguascalientes Femenil Temporada 2025 |    |                                    |                                     |
| C U E R P O T É C N I C O                         |    |                                    |                                     |
| Entrenador                                        |    | Bandera de España                  | José Antonio Santaella Cuenca       |
| Asistente                                         |    | Bandera de España                  | Daniel Díaz Gutiérrez               |
| J U G A D O R A S                                 |    |                                    |                                     |
| Base                                              | 1  | Bandera de Estados Unidos          | Shaylee Gonzales                    |
| Escolta/Alera                                     | 2  | Bandera de Estados Unidos          | Deauzya Richards                    |
| Escolta                                           | 3  | Bandera de Estados Unidos          | Feyonda Fitzgerald                  |
| Base                                              | 4  | Bandera de Estados Unidos          | Zipporah Broughton (Baja)           |
| Base                                              | 5  | Bandera de Estados Unidos          | Aniya Thomas                        |
| Alera                                             | 6  | Bandera de México                  | Gladiana Aidaly Ávila Jiménez       |
| Escolta/Alera                                     | 7  | Bandera de México                  | Karla Alejandra Martínez Hidalgo    |
| Escolta                                           | 8  | Bandera de México                  | Ingrid Martínez Treviño (Baja)      |
| Ala-Pívot                                         | 11 | Bandera de México                  | Aixchel Daniela Hernández Almodóvar |
| Pívot                                             | 14 | Bandera de Mali                    | Mariam Coulibaly                    |
| Escolta                                           | 22 | Bandera de la República Dominicana | Dominique Toussaint                 |
| Escolta                                           | 24 | Bandera de México                  | Geraldine Lucero García Santacruz   |
| Alera                                             | 31 | Bandera de Estados Unidos          | Emma Grace Ronsiek (Baja)           |
| Ala-Pívot                                         | 35 | Bandera de Estados Unidos          | Javyn Nicholson (Baja)              |
| Ala-Pívot                                         | 40 | Bandera de Estados Unidos          | Jasmine Walker                      |
| Pívot                                             | 45 | Bandera de España                  | Astou Barro Ndour-Fall              |
| = Capitán                                         |    |                                    |                                     |
| = Lesionada                                       |    |                                    |                                     |

### Roster ABC MEX
Actualizado al 20 de septiembre de 2023.
| Bujías de Aguascalientes Temporada 2023 |    |                           |                                                 |
| C U E R P O T É C N I C O               |    |                           |                                                 |
| Entrenador                              |    | Bandera de México         | Oswaldo Israel Zermeño Cisneros                 |
| Asistente                               |    | Bandera de México         | Luis Mario Aranda González                      |
| J U G A D O R A S                       |    |                           |                                                 |
| Base/Escolta                            | 1  | Bandera de Estados Unidos | Jade Quenee Vega                                |
| Escolta/Alera                           | 2  | Bandera de México         | Verónica Esmeralda Villafuerte Balmaceda (Baja) |
| Base/Escolta                            | 3  | Bandera de México         | Dana Samantha Soto Antillón (Baja)              |
| Alera                                   | 4  | Bandera de México         | Carmen Alexia González Lagunas                  |
| Pívot                                   | 5  | Bandera de Estados Unidos | Makeda Estreanna Clarke-Nicholas                |
| Base                                    | 10 | Bandera de México         | Janeth Ramírez Mendoza                          |
| Alera                                   | 12 | Bandera de México         | Denisse Guadalupe Tejada Sáenz                  |
| Base                                    | 13 | Bandera de México         | Luz Pamela Martínez Cárdenas                    |
| Ala-Pívot/Pívot                         | 14 | Bandera de México         | Jazmín Valenzuela Álvarez                       |
| Alero/Ala-pívot                         | 15 | Bandera de México         | Ana Lucía Calderón Melgoza                      |
| Alera/Ala-Pívot                         | 19 | Bandera de México         | Mónica Alexia Cuevas Araujo                     |
| Ala-Pívot                               | 21 | Bandera de Estados Unidos | AJ Timbers (Baja)                               |
| Escolta                                 | 24 | Bandera de Estados Unidos | Estela Gutiérrez (Baja)                         |
| Pívot                                   | 90 | Bandera de Cuba           | Melissa Inés Oleaga Jorrín (Baja)               |
| = Capitán                               |    |                           |                                                 |
| = Lesionada                             |    |                           |                                                 |

 =  Cuenta con nacionalidad mexicana. 

### Roster Campeón LNBP Femenil2025
A continuación se muestra tanto al roster de jugadoras, como al cuerpo técnico, que participó con Panteras de Aguascalientes en su primer campeonato femenil.
| Panteras de Aguascalientes Femenil Temporada 2025 |    |                                    |                                     |
| C U E R P O T É C N I C O                         |    |                                    |                                     |
| Entrenador                                        |    | Bandera de España                  | José Antonio Santaella Cuenca       |
| Asistente                                         |    | Bandera de España                  | Daniel Díaz Gutiérrez               |
| J U G A D O R A S                                 |    |                                    |                                     |
| Base                                              | 1  | Bandera de Estados Unidos          | Shaylee Gonzales                    |
| Escolta/Alera                                     | 2  | Bandera de Estados Unidos          | Deauzya Richards                    |
| Escolta                                           | 3  | Bandera de Estados Unidos          | Feyonda Fitzgerald                  |
| Base                                              | 4  | Bandera de Estados Unidos          | Zipporah Broughton (Baja)           |
| Base                                              | 5  | Bandera de Estados Unidos          | Aniya Thomas                        |
| Alera                                             | 6  | Bandera de México                  | Gladiana Aidaly Ávila Jiménez       |
| Escolta/Alera                                     | 7  | Bandera de México                  | Karla Alejandra Martínez Hidalgo    |
| Escolta                                           | 8  | Bandera de México                  | Ingrid Martínez Treviño (Baja)      |
| Ala-Pívot                                         | 11 | Bandera de México                  | Aixchel Daniela Hernández Almodóvar |
| Pívot                                             | 14 | Bandera de Mali                    | Mariam Coulibaly                    |
| Escolta                                           | 22 | Bandera de la República Dominicana | Dominique Toussaint                 |
| Escolta                                           | 24 | Bandera de México                  | Geraldine Lucero García Santacruz   |
| Alera                                             | 31 | Bandera de Estados Unidos          | Emma Grace Ronsiek (Baja)           |
| Ala-Pívot                                         | 35 | Bandera de Estados Unidos          | Javyn Nicholson (Baja)              |
| Ala-Pívot                                         | 40 | Bandera de Estados Unidos          | Jasmine Walker                      |
| Pívot                                             | 45 | Bandera de España                  | Astou Barro Ndour-Fall              |
| = Capitán                                         |    |                                    |                                     |
| = Lesionada                                       |    |                                    |                                     |